# Polska Fundacja Fantastyki Naukowej

logo PFFN

Polska Fundacja Fantastyki Naukowej (PFFN) – założona w 2020 roku fundacja popularyzująca fantastykę naukową, szczególnie polską.

## Działalność[1]
Co roku organizuje:
- Kongres Futurologiczny[2], łączący formułę festiwalu literackiego i konferencji naukowej, gdzie prezentują się i dyskutują literaci, naukowcy, przedstawiciele branży kosmicznej i technologicznej;
- konkurs na opowiadanie fantastycznonaukowe dla debiutantów[3], wieńczony antologią serii Ku gwiazdom. Antologia polskiej fantastyki naukowej[4][5] (Wydawnictwo IX).

Fundacja włącza się również w przedsięwzięcia kulturalno-oświatowe, prowadzi działalność publicystyczną, wspiera debiutantów, a także aranżuje spotkania z ekspertami dziedzin odnoszących się do problematyki obecnej w twórczości science fiction.

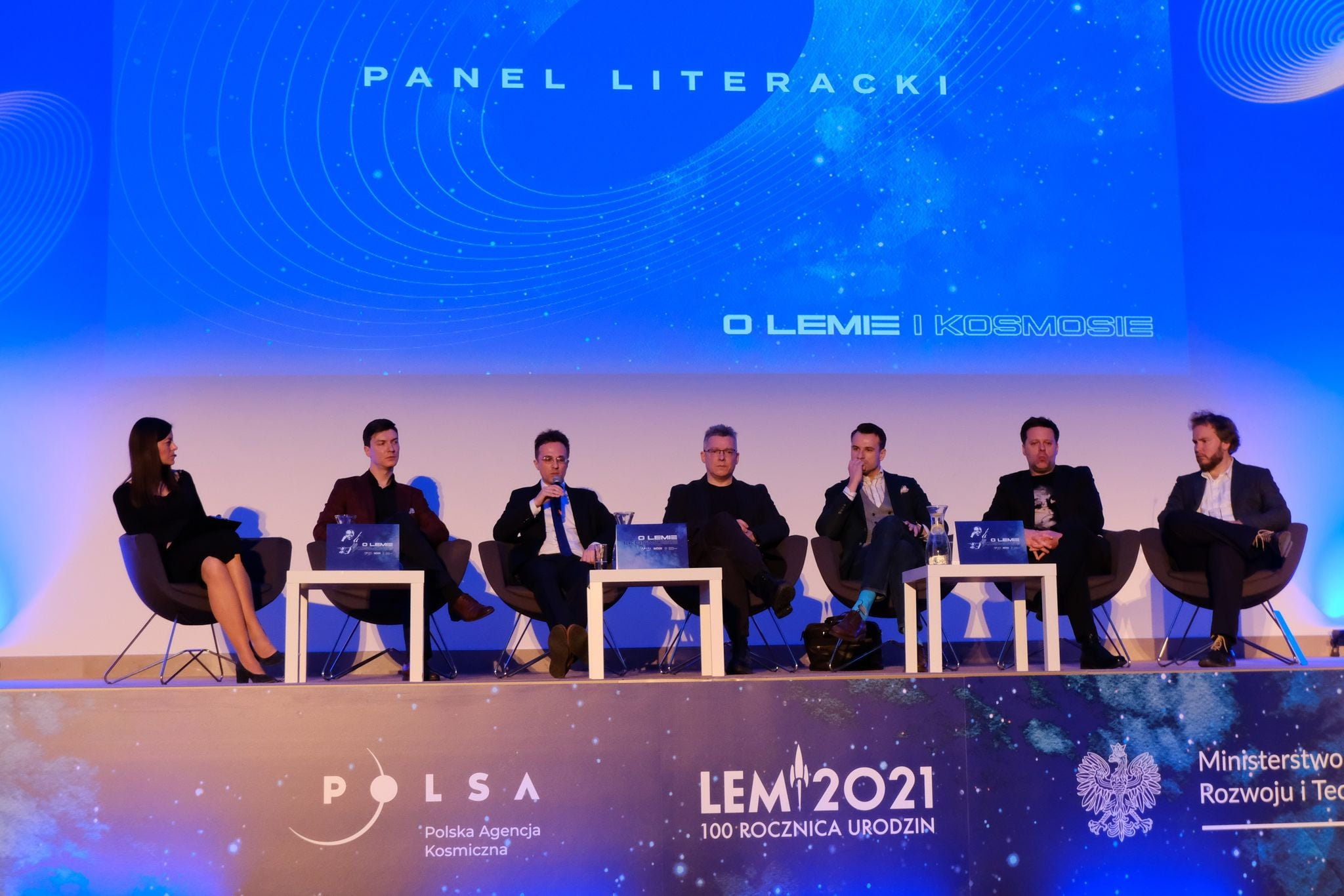
Konferencja O Lemie i kosmosie (2021), zorganizowana przez POLSA oraz Ministerstwo Rozwoju i Technologii. Od lewej: Milena Ratajczak, Michał Kłodawski (laureat konkursu PFFN na opowiadanie fantastycznonaukowe), Łukasz Marek Fiema (PFFN), Rafał Kosik, Jakub Płodzich (fundacja Instytut Polska Przyszłości), Przemysław Rudź (Polska Agencja Kosmiczna), Jan Pomierny.

Fundacja odpowiedzialna jest między innymi za część programu European Rover Challenge (2020), uhonorowanie Stanisława Lema w Roku Lema na pokładzie Międzynarodowej Stacji Kosmicznej ISS (2021) przez Thomasa Pesqueta czy realizację bloku programowego „Fantastyka i futurologia” na Międzynarodowych Targach Książki w Krakowie (2022). Współorganizowała obchody Roku Lema oraz była inicjatorem i koordynatorem ogólnopolskich obchodów 150. rocznicy urodzin Jerzego Żuławskiego.

## Aktywność w latach
2020
- Partnerstwo merytoryczne dla konferencji „Transhumanizm 3.0”[12] w Kampusie Głównym Uniwersytetu Warszawskiego,
- Współtworzenie programu European Rover Challenge,
- Patronat medialny i wsparcie merytoryczne akcji „Serce Kapsuły Czasu”[13] Fundacji IdeaNova,
- Organizacja pierwszej edycji ogólnopolskiego konkursu na opowiadanie fantastycznonaukowe[14].

2021

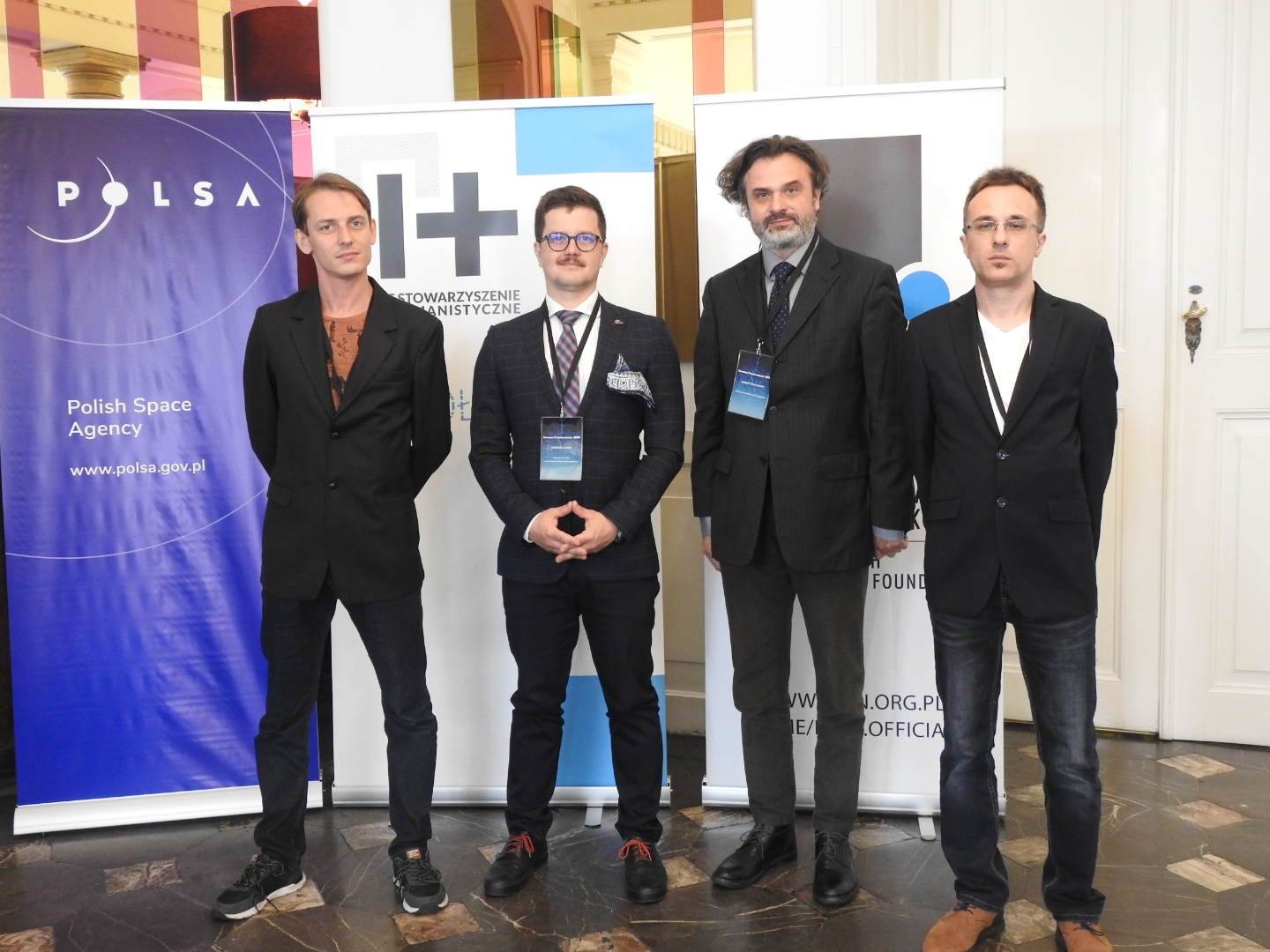
Kongres Futurologiczny, obchody Roku Lema w Pałacu Potockich w Krakowie (2021). Od lewej: Grzegorz Młodawski (PFFN), Wojciech Janek (wicedyrektor programu GovTech Polska), Robert Kroplewski (pełnomocnik Ministra Cyfryzacji ds. Społeczeństwa Informacyjnego), Łukasz Marek Fiema (PFFN)

- Organizacja pierwszego „Kongresu Futurologicznego” w Pałacu Potockich w Krakowie[15],
- Upamiętnienie Stanisława Lema na Międzynarodowej Stacji Kosmicznej[16],
- Inauguracja i wsparcie merytoryczne Festiwalu „Bomba Megabitowa” na stulecie urodzin Stanisława Lema,
- Zainicjowanie serii antologii Ku gwiazdom. Antologia polskiej fantastyki naukowej[17],
- Współpraca z twórcami gry Stellaris przy aktualizacji upamiętniającej Stanisława Lema[18][19][20],
- Rozmowa online z generałem brygady Mirosławem Hermaszewskim, pierwszym polskim kosmonautą w 60-tą rocznicę lotu w kosmos Jurija Gagarina[21]
- Włączenie się w World Space Week Wrocław[22] oraz w IP Week Polskiej Izby Rzeczników Patentowych[23],
- Wsparcie promocyjne oraz włączenie się w konferencję „O Lemie i kosmosie”[24] Polskiej Agencji Kosmicznej oraz Ministerstwa Rozwoju i Technologii,
- Udział w debacie „Konsekwencje odkrycia życia pozaziemskiego”[25] wraz z Polskim Towarzystwem Astrobiologicznym,
- Wsparcie promocyjne dla „2021: Odyseja Lemowska”[26] (Teatr Gdynia Główna),
- Organizacja drugiej edycji ogólnopolskiego konkursu na opowiadanie fantastycznonaukowe[27].

W 2021 za organizację Kongresu Futurologicznego Fundację nominowano do Nagrody Śląkfa w kategorii Wydawca/Promotor Roku (jako przedstawiciela Fundacji nominowano ówczesnego prezesa Grzegorza Młodawskiego).
2022

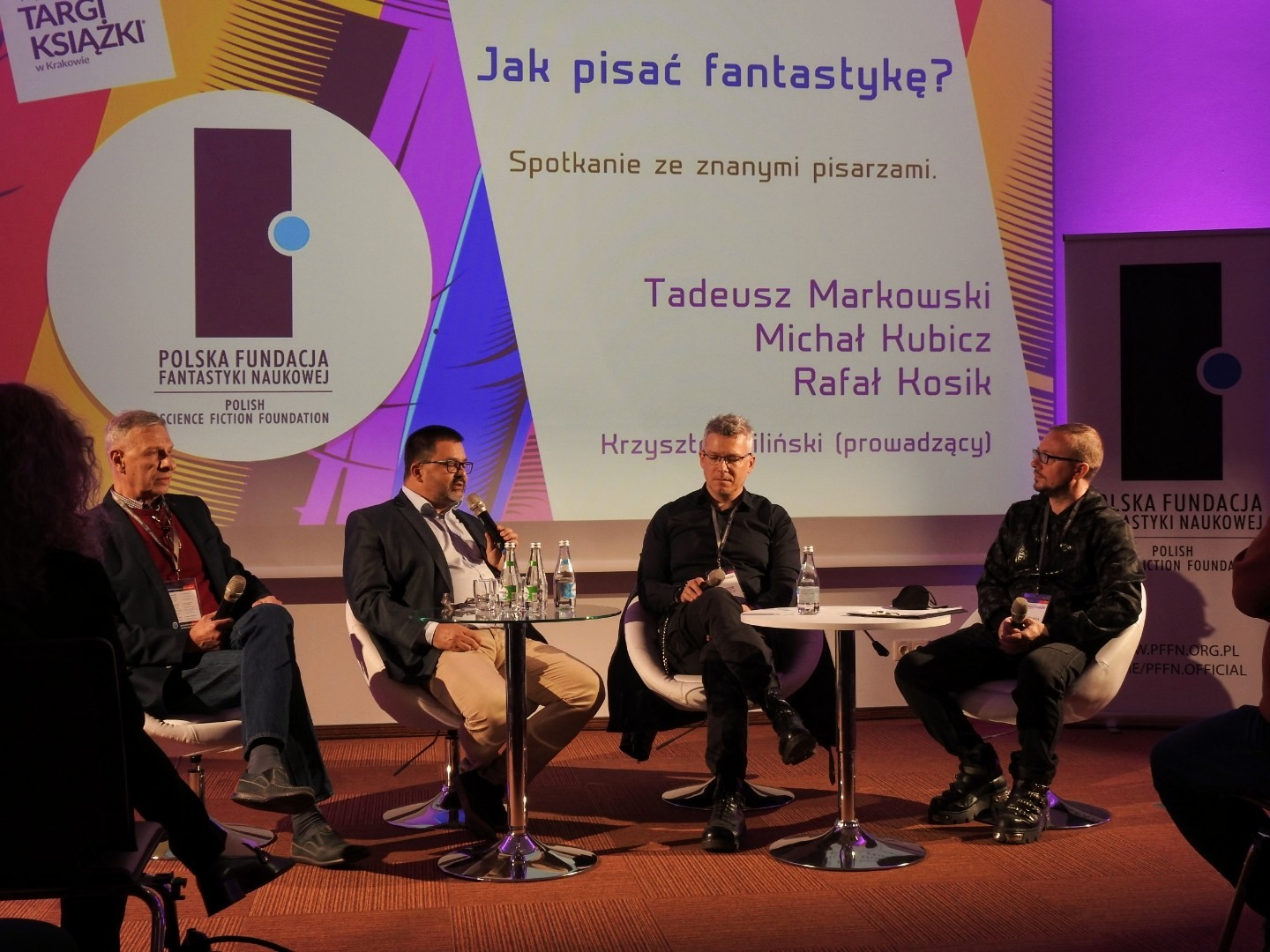
Panel dyskusyjny zorganizowany przez Fundację na 25. Międzynarodowych Targach Książki w Krakowie (2022). Na zdjęciu od lewej: pisarze Tadeusz Markowski, Michał Kubicz, Rafał Kosik oraz wydawca Krzysztof Biliński.

- Organizacja drugiego Kongresu Futurologicznego w Pałacu Potockich w Krakowie[29],
- Organizacja bloku programowego „Fantastyka i Futurologia”[30] na Międzynarodowych Targach Książki w Krakowie,
- Zainicjowanie cyklu spotkań „Fantastyka i Futurologia”[31] w Pałacu Potockich w Krakowie,
- Wsparcie promocyjne i włączenie się w konferencję „Transhumanizm 4.0”[32] w Państwowym Muzeum Etnograficznym w Warszawie,
- Patronat honorowy dla konferencji edukacyjnej „Kosmos nasz świat”[33] Łódzkiego Uniwersytetu Dziecięcego Politechniki Łódzkiej i zaproszenie na nią Artura Chmielewskiego,
- Organizacja trzeciej edycji ogólnopolskiego konkursu na opowiadanie fantastycznonaukowe.

2023
- Organizacja trzeciego Kongresu Futurologicznego w Pałacu Potockich w Krakowie[34],
- Patronat medialny dla European Rover Challenge 2023 i udział członka zarządu w panelu specjalistów "A dream voyage to the Moon and beyond"[35],
- Organizacja czwartej edycji ogólnopolskiego konkursu na opowiadanie fantastycznonaukowe.III Kongres Futurologiczny. Od lewej: Szymon Kloska (Kurator Roku Lema, Członek Zarządu PFFN), Carolina Pietyra (Dyrektor KBF), Mirosław Usidus (red. nacz. Młodego Technika, Członek Rady Programowej PFFN), Magdalena Świerczek-Gryboś (Prezes Zarządu PFFN), Wojciech Janek (Dyrektor Centrum GovTech w KPRM), Tomasz Barciński (delegat Dyrektora Centrum Badań Kosmicznych PAN), Łukasz Marek Fiema (Przewodniczący Rady Nadzorczej PFFN).

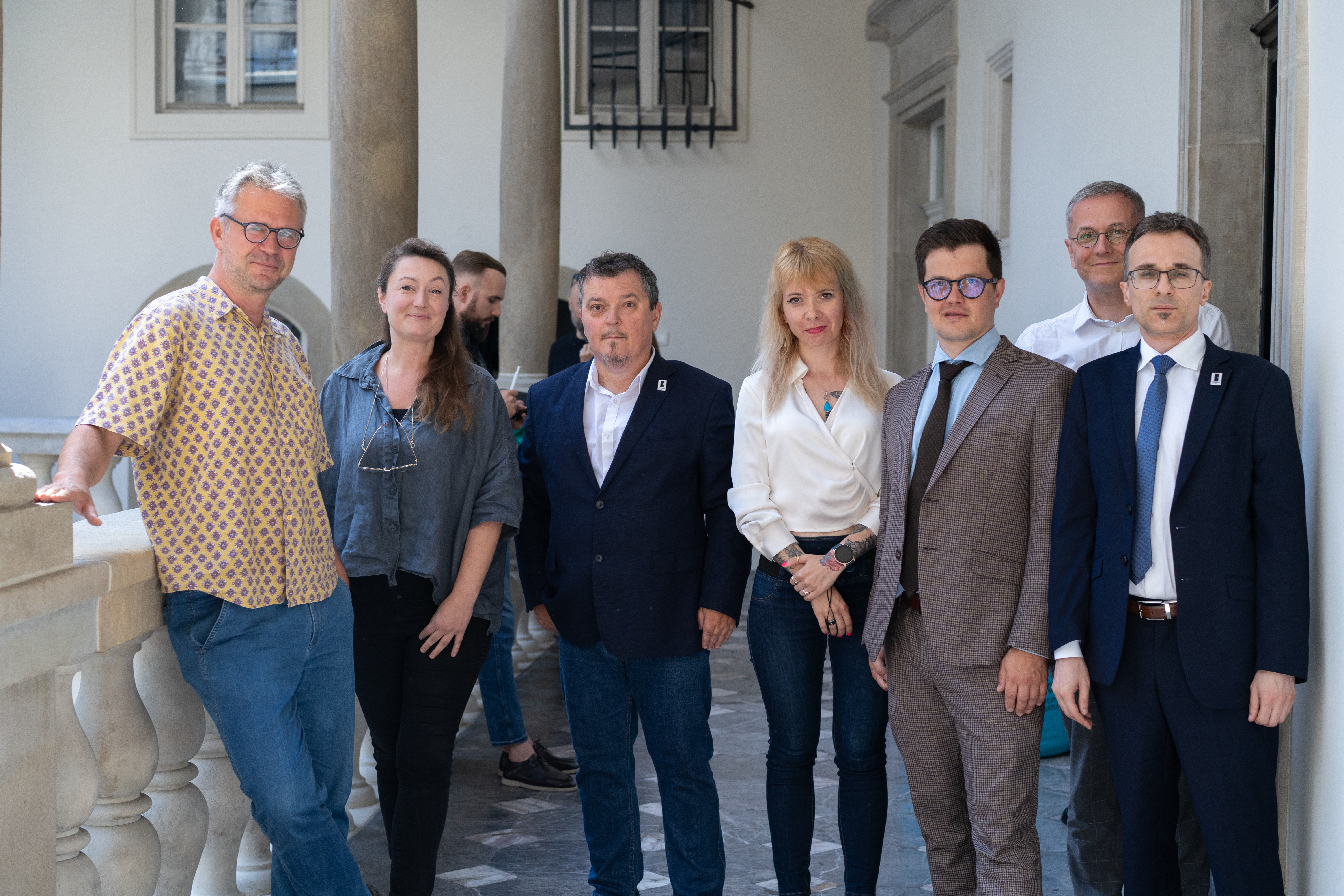
III Kongres Futurologiczny. Od lewej: Szymon Kloska (Kurator Roku Lema, Członek Zarządu PFFN), Carolina Pietyra (Dyrektor KBF), Mirosław Usidus (red. nacz. Młodego Technika, Członek Rady Programowej PFFN), Magdalena Świerczek-Gryboś (Prezes Zarządu PFFN), Wojciech Janek (Dyrektor Centrum GovTech w KPRM), Tomasz Barciński (delegat Dyrektora Centrum Badań Kosmicznych PAN), Łukasz Marek Fiema (Przewodniczący Rady Nadzorczej PFFN).

- Wystąpienie do Sejmu RP wraz z Centrum Badań Kosmicznych PAN oraz Polską Agencją Kosmiczną z wnioskiem o ustanowienie roku 2024 Rokiem Jerzego Żuławskiego z okazji jego 150-tej rocznicy urodzin[36],
- Patronat medialny i udział w festiwalu Starfest 2023,
- Współorganizacja i partnerstwo w Pixel Heaven Games & Pop Culture Festival: przygotowanie dyskusji "Przyszłość na styku literatury, fantastyki i gier wideo" oraz wywiadu z Marcinem Przybyłkiem "Kosmiczna twórczość Chrisa Robertsa"[37].

2024
- Organizacja czwartego Kongresu Futurologicznego w Pałacu Potockich w Krakowie[38],
- Organizacja piątej edycji ogólnopolskiego konkursu na opowiadanie fantastycznonaukowe,
- Ustanowienie Dnia Polskiej Fantastyki Naukowej, obchodzonego 14 lipca, w dniu urodzin Jerzego Żuławskiego; inicjatywę poparli reprezentanci kręgów naukowych, artystycznych, literackich, dziennikarskich, biznesowych oraz fanowskich [39] [40],

## Organy
W Radzie Programowej Fundacji zasiadają m.in. dr hab. Grzegorz Brona (były prezes POLSA), Mirosław Usidus (redaktor naczelny magazynu „Młody Technik”). Prezesem zarządu jest dr inż. Tomasz Barciński. Założycielem Fundacji i Przewodniczącym Rady Nadzorczej jest Łukasz Marek Fiema. Rzecznikiem prasowym organizacji jest Mikołaj Maria Manicki.

## Współpraca
Z Fundacją na stałe współpracują m.in. dr Piotr W. Cholewa, Michał Cholewa, Wojciech Gunia, prof. dr hab. Michał Ostrowicki (Sidey Myoo), Paweł Majka, Rafał Kosik, Tadeusz Markowski, miesięczniki „Delta”, "Młody Technik" czy e-zin Fahrenheit. Fundacja w ramach obchodów jubileuszu 150. urodzin Jerzego Żuławskiego podpisała z Polską Agencją Kosmiczną i Centrum Badań Kosmicznych PAN porozumienia o współpracy w zakresie popularyzacji oraz promocji nauki i techniki w jej szerokim kontekście humanistycznym, wyrażonym przez literaturę fantastycznonaukową.

## Wydawnictwa
We współpracy z Wydawnictwem IX Fundacja wydała:
- Ku gwiazdom. Antologia polskiej fantastyki naukowej 2021[47],
- Ku gwiazdom. Antologia polskiej fantastyki naukowej 2022[48].
- Ku gwiazdom. Antologia polskiej fantastyki naukowej 2023[49].
- Ku gwiazdom. Antologia polskiej fantastyki naukowej 2024[50].